# Ainārs Linards
Ainārs Linards (Liepāja, 12 maggio 1964) è un ex calciatore lettone, di ruolo centrocampista.

## Carriera

### Club
In epoca sovietica ha giocato principalmente nello Zveynieks Liepaya, all'epoca seconda squadra lettone per importanza, giocando per un'unica stagione al Daugava Riga.
Dopo la ritrovata indipendenza lettone continuò a giocare nello Zveynieks, nel frattempo ridenominato Olimpija , per poi andare in Svezia. Qui rimase per tre stagioni, giocando per l'Örebro e lo Spårvägen.
Tornò nuovamente in patria, sempre alla sua squadra di origine che aveva cambiato nome prima in DAG, poi in Baltika e infine in Metalurgs.

### Nazionale
Partecipò al primo storico incontro della Lettonia dopo l'indipendenza l'8 aprile 1992, entrando nel secondo tempo al posto di Vitālijs Teplovs.
Tre mesi più tardi giocò da titolare entrambe le gare di Coppa del Baltico, siglando una doppietta nella gara di apertura contro l'Estonia. Titolare in gran parte degli incontri di qualificazioni al campionato mondiale di calcio 1994 (durante le quali siglò altre tre ratu), uscì dal giro della nazionale per quasi quattro anni.
La ritrovò nel 1997 quando disputò tutte le partite del Torneo internazionale di Cipro, giocando la sua ultima gara in nazionale nell'amichevole con la Svizzera del 2 aprile 1997, entrando negli ultimi minuti al posto di Vīts Rimkus.
Disputò in tutto 21 partite mettendo a segno 5 reti.

## Statistiche

### Cronologia presenze e reti in nazionale
| Cronologia completa delle presenze e delle reti in nazionale ― Lettonia | Cronologia completa delle presenze e delle reti in nazionale ― Lettonia | Cronologia completa delle presenze e delle reti in nazionale ― Lettonia | Cronologia completa delle presenze e delle reti in nazionale ― Lettonia | Cronologia completa delle presenze e delle reti in nazionale ― Lettonia | Cronologia completa delle presenze e delle reti in nazionale ― Lettonia | Cronologia completa delle presenze e delle reti in nazionale ― Lettonia | Cronologia completa delle presenze e delle reti in nazionale ― Lettonia |
| Data                                                                    | Città                                                                   | In casa                                                                 | Risultato                                                               | Ospiti                                                                  | Competizione                                                            | Reti                                                                    | Note                                                                    |
| ----------------------------------------------------------------------- | ----------------------------------------------------------------------- | ----------------------------------------------------------------------- | ----------------------------------------------------------------------- | ----------------------------------------------------------------------- | ----------------------------------------------------------------------- | ----------------------------------------------------------------------- | ----------------------------------------------------------------------- |
| 6-2-1992                                                                | Bucarest                                                                | Romania                                                                 | 2 – 0                                                                   | Lettonia                                                                | Amichevole                                                              | -                                                                       | 46’                                                                     |
| 26-5-1992                                                               | Attard                                                                  | Malta                                                                   | 1 – 0                                                                   | Lettonia                                                                | Amichevole                                                              | -                                                                       | 46’                                                                     |
| 10-7-1992                                                               | Liepāja                                                                 | Lettonia                                                                | 2 – 1                                                                   | Estonia                                                                 | Coppa del Baltico 1992                                                  | 2                                                                       |                                                                         |
| 12-7-1992                                                               | Liepāja                                                                 | Lettonia                                                                | 2 – 3                                                                   | Lituania                                                                | Coppa del Baltico 1992                                                  | -                                                                       |                                                                         |
| 12-8-1992                                                               | Riga                                                                    | Lettonia                                                                | 1 – 2                                                                   | Estonia                                                                 | Qual. Mondiali 1994                                                     | 1                                                                       |                                                                         |
| 26-8-1992                                                               | Riga                                                                    | Lettonia                                                                | 0 – 0                                                                   | Danimarca                                                               | Qual. Mondiali 1994                                                     | -                                                                       |                                                                         |
| 9-9-1992                                                                | Dublino                                                                 | Irlanda                                                                 | 4 – 0                                                                   | Lettonia                                                                | Qual. Mondiali 1994                                                     | -                                                                       |                                                                         |
| 23-9-1992                                                               | Riga                                                                    | Lettonia                                                                | 0 – 0                                                                   | Spagna                                                                  | Qual. Mondiali 1994                                                     | -                                                                       |                                                                         |
| 28-10-1992                                                              | Vilnius                                                                 | Lituania                                                                | 1 – 1                                                                   | Lettonia                                                                | Qual. Mondiali 1994                                                     | 1                                                                       |                                                                         |
| 28-10-1992                                                              | Tirana                                                                  | Albania                                                                 | 1 – 1                                                                   | Lettonia                                                                | Qual. Mondiali 1994                                                     | -                                                                       |                                                                         |
| 18-11-1992                                                              | Iława                                                                   | Polonia                                                                 | 1 – 0                                                                   | Lettonia                                                                | Amichevole                                                              | -                                                                       |                                                                         |
| 16-12-1992                                                              | Siviglia                                                                | Spagna                                                                  | 5 – 0                                                                   | Lettonia                                                                | Qual. Mondiali 1994                                                     | -                                                                       | 57’ 78’                                                                 |
| 14-4-1993                                                               | Copenaghen                                                              | Danimarca                                                               | 2 – 0                                                                   | Lettonia                                                                | Qual. Mondiali 1994                                                     | -                                                                       |                                                                         |
| 15-5-1993                                                               | Riga                                                                    | Lettonia                                                                | 0 – 0                                                                   | Albania                                                                 | Qual. Mondiali 1994                                                     | -                                                                       |                                                                         |
| 2-6-1993                                                                | Riga                                                                    | Lettonia                                                                | 1 – 2                                                                   | Irlanda del Nord                                                        | Qual. Mondiali 1994                                                     | 1                                                                       |                                                                         |
| 9-6-1993                                                                | Riga                                                                    | Lettonia                                                                | 0 – 2                                                                   | Irlanda                                                                 | Qual. Mondiali 1994                                                     | -                                                                       |                                                                         |
| 8-9-1993                                                                | Belfast                                                                 | Irlanda del Nord                                                        | 2 – 0                                                                   | Lettonia                                                                | Qual. Mondiali 1994                                                     | -                                                                       |                                                                         |
| 14-2-1997                                                               | Paralimni                                                               | Cipro                                                                   | 2 – 0                                                                   | Lettonia                                                                | Torneo internazionale di Cipro                                          | -                                                                       | 46’                                                                     |
| 15-2-1997                                                               | Dherynia                                                                | Lettonia                                                                | 1 – 0                                                                   | Lituania                                                                | Torneo internazionale di Cipro                                          | -                                                                       | 74’                                                                     |
| 17-2-1997                                                               | Dherynia                                                                | Polonia                                                                 | 3 – 2                                                                   | Lettonia                                                                | Torneo internazionale di Cipro                                          | -                                                                       | 46’                                                                     |
| 2-4-1997                                                                | Lucerna                                                                 | Svizzera                                                                | 1 – 0                                                                   | Lettonia                                                                | Amichevole                                                              | -                                                                       | 89’                                                                     |
| Totale                                                                  |                                                                         | Presenze                                                                | 21                                                                      |                                                                         | Reti                                                                    | 5                                                                       |                                                                         |

## Palmarès

### Individuale
- Calciatore dell'anno (Lettonia): 1

1992